# Iperlipidemia combinata familiare
La Iperlipidemia combinata familiare (FCHL) è un disturbo genetico del metabolismo lipidico, caratterizzato da eccessiva presenza di colesterolo e trigliceridi nel sangue, già a partire dall'età adolescenziale.
Talvolta questa patologia viene confusa con l'ipercolesterolemia familiare.
Questa condizione può essere asintomatica o provocare episodi di angina pectoris; in generale predispone al rischio di sviluppare patologie cardiovascolari.

## Storia
Goldstein nel 1973 definì l'iperlipidemia combinata familiare come la più comune forma genetica di iperlipidemia identificata in uno studio sui sopravvissuti ad un infarto del miocardio.

## Epidemiologia
Questa patologia compare con una frequenza di 1:200, risultando la più frequente dislipidemia. 

## Eziologia
La malattia ha una base poligenica, per cui in una famiglia possono trovarsi più membri affetti. Una mutazione è stata identificata nel cromosoma 1q21-q23 (HYPLIP1), correlata con il gene codificante per upstream stimulatory factor-1 USF1. Esiste anche evidenza di un locus alterato sul cromosoma 11 (HYPLIP2).
È probabile che un elevato numero di geni provochi alterazioni a livello di varie tappe del trasporto delle lipoproteine, che possono essere alla base di questo fenotipo. La causa della malattia in molti pazienti è probabilmente costituita da una combinazione di difetti genetici.

## Patogenesi
Tale disordine sembra essere dovuto all'eccessiva produzione epatica di apolipoproteine B. Poiché le apolipoproteine B sono le proteine principali delle VLDL e delle LDL, questo disordine può portare a un eccesso di LDL, di VLDL o di entrambe, a seconda della clearance. Spesso si riscontrano pattern lipoproteici differenti in diversi membri affetti della stessa famiglia. Gli xantomi sono molto rari nell'ipercolesterolemia combinata familiare, ma vi è una spiccata predisposizione alla CAD precoce.

### Segni e sintomi
La patologia è spesso asintomatica.

## Diagnosi

### Esami di laboratorio e strumentali
La diagnosi si basa sulla storia familiare del paziente e su esami di laboratorio, in particolare: misurazione dei livelli di colesterolo LDL e HDL e dei livelli di trigliceridi e test dell'apolipoproteina B100.

### Diagnosi differenziale
L'iperlipidemia combinata familiare va distinta dalla ipercolesterolemia familiare e dalla ipertrigliceridemia familiare per i seguenti motivi: le distribuzioni dei lipidi nei parenti sono uniche; a differenza dell'ipercolesterolemia familiare i bambini delle persone affette non manifestano ipercolesterolemia.
A differenza dell'ipercolesterolemia familiare, compare solamente il 10-20% delle volte già dall'infanzia, nella forma di ipertrigliceridemia.

## Trattamento
L'obiettivo del trattamento è quello di ridurre il rischio di eventi cardiovascolari. Il primo intervento riguarda la dieta, che deve essere modificata in modo da diminuire notevolmente l'apporto di grassi.

### Trattamento farmacologico
Se la dieta, in genere combinata all'esercizio fisico, non basta, il medico può consigliare farmaci in grado di abbassare i livelli di lipidi nel sangue, come le statine o le resine a scambio ionico.